# Pierre De Wit
Pierre Marcel De Wit (* 26. September 1987 in Köln) ist ein ehemaliger deutscher Fußballspieler.

## Karriere

### Vereine
Bis zu seinem zwölften Lebensjahr war De Wit für den SC Köln Weiler Volkhoven aktiv und kam dann in die Jugendabteilung von Bayer 04 Leverkusen, dessen Spieler er – über die Jugend hinaus – bis 2007 war. Er gehörte dem Kader der Bundesligamannschaft in der Saison 2006/07 an und kam zu vier Einsätzen, erstmals am 8. November 2006 (11. Spieltag) beim 3:1-Sieg im Auswärtsspiel gegen den VfL Bochum, als er in der 90. Minute für Tranquillo Barnetta eingewechselt wurde. International spielte De Wit einmal: Am 23. November 2006 unterlag er mit seiner Mannschaft in der BayArena Tottenham Hotspur mit 0:1 in der Gruppenphase des UEFA-Pokals.
Es folgten zwei Spielzeiten beim Zweitligisten VfL Osnabrück. In seiner ersten Saison – zunächst auf Leihbasis – zwang ihn ein am 17. August 2007 (2. Spieltag) im Ligaspiel gegen den SV Wehen Wiesbaden erlittener Kreuzbandriss zu einem längeren Ausfall, der am 2. März 2008 (22. Spieltag) bei der 0:3-Heimniederlage gegen die TSG 1899 Hoffenheim sein Ende fand. Am 31. März 2008 (26. Spieltag) erzielte er mit dem Treffer zum 2:0-Endstand im Heimspiel gegen den 1. FC Kaiserslautern sein erstes Profitor. In der Folgesaison nach Verlängerung des Leihgeschäfts wurde De Wit zum Stammspieler; er bestritt 33 von 34 Ligaspiele für den VfL Osnabrück, verletzte sich jedoch im letzten Saisonspiel am 24. Mai 2009 bei der 1:4-Niederlage gegen den MSV Duisburg erneut schwer. Ein Riss des vorderen Kreuzbandes im rechten Knie setzte ihn für mehrere Monate außer Gefecht.
Zur Saison 2009/10 kehrte er wieder zu Bayer 04 Leverkusen zurück, kam jedoch aufgrund des Kreuzbandrisses nicht zum Einsatz. Zur Rückrunde der Saison 2009/10 wechselte der wieder genesene De Wit zum Zweitligisten 1. FC Kaiserslautern, bei dem er einen bis Juni 2012 datierten Vertrag unterschrieb. Ein am 1. Februar 2010 (20. Spieltag) beim 3:0-Auswärtssieg gegen Alemannia Aachen wiederholt erlittener Kreuzbandriss ließ ihn für den Rest der Saison pausieren. Zum Ende der Rückrunde, in der er lediglich dreimal zum Einsatz gekommen war, stand Kaiserslautern als Meister und Aufsteiger und damit auch die Rückkehr De Wits in die Bundesliga fest. In der Saison 2010/11 kam er erst in der Rückrunde wieder regelmäßig zum Einsatz, ohne einen Stammplatz zu haben. Am 30. Oktober 2011 (11. Spieltag) gelang ihm im Auswärtsspiel gegen den Hamburger SV mit dem Treffer zum 1:0 (Endstand 1:1) sein erstes Bundesligator.
In der Sommerpause 2013 verpflichtete der MSV Duisburg De Wit. Er erhielt einen Vertrag bis 2016 mit Option auf eine weitere Saison. Anschließend nahm er zunächst einen festen Stammplatz, ehe er erneut mit Verletzungsproblemen zu kämpfen hatte. Deswegen verpasste er größere Teile der Spielzeit 2014/15, an deren Ende dem MSV der Aufstieg in die 2. Bundesliga gelang.
Nach dem Wiederabstieg in die 3. Liga verließ er Duisburg im Sommer 2016.
Von Juli 2017 bis zum Ende der Spielzeit 2024/25 war De Wit Trainer in der Jugend von Bayer 04 Leverkusen und war dort zuletzt Co-Trainer der U14-Mannschaft. Im Mai 2025 übernahm er die Rolle des sportlichen Leiters der Nachwuchsabteilung von Alemannia Aachen.

### Nationalmannschaft
Im Mai 2008 wurde er erstmals in das Aufgebot der U-21-Nationalmannschaft berufen, kam aufgrund einer Verletzung aber nicht zum Einsatz.

## Erfolge
- Meister der 2. Fußball-Bundesliga 2010 und Aufstieg in die Bundesliga (mit dem 1. FC Kaiserslautern)
- Vizemeister der 3. Liga 2015 und  Aufstieg in die 2. Fußball-Bundesliga (mit dem MSV Duisburg)